# Alberto Bracci
Alberto Bracci (Pisa, 31 dicembre 1901 – ...) è stato un calciatore italiano, di ruolo difensore.

## Carriera
Debutta in massima serie nella stagione 1922-1923 con il Pisa, disputando con i toscani cinque campionati per un totale di 67 presenze, di cui 41 in Prima Divisione.
Lasciata Pisa, milita nel Pietrasanta fino al 1930.